# Brakarz

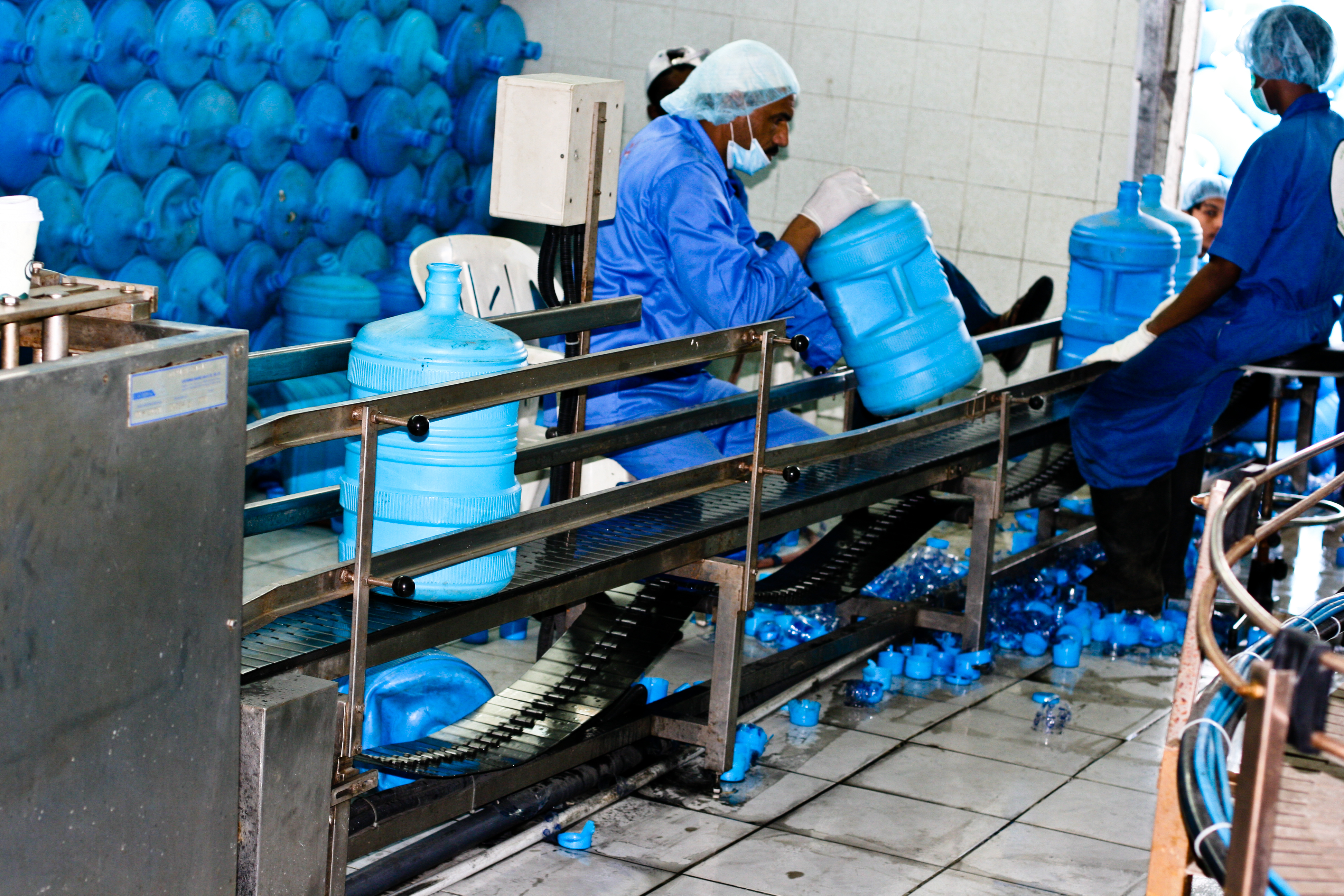
Brakarze kontrolujący napełnienie butli

Brakarz – pracownik kontroli w fabryce oceniający jakość gotowych wyrobów.
W przemyśle drzewnym osoba zajmująca się klasyfikacją jakościową i wymiarową surowca drzewnego. 
Brakarze w oparciu o Polską Normę dotyczącą wad drewna, sposobu ich pomiaru i wpływu na poszczególne klasy jakości, oraz korzystając z Ramowych Warunków Technicznych na Drewno Okrągłe lub w oparciu o inne normy ustalone ze zleceniodawcą prac, określają jakość surowca drzewnego, warunkując tym samym jego ewentualne przeznaczenie. Brakarze mogą zajmować się również sporządzaniem szacunku brakarskiego. Pracują w lasach, w składnicach drewna, tartakach itp.